# Joseph Ngô Quang Kiệt
Joseph Ngô Quang Kiệt (My Són, 4 settembre 1952) è un arcivescovo cattolico vietnamita.

## Biografia
Entrato nel seminario minore di Long Xuyên nel 1962, è poi passato a quello maggiore della medesima diocesi dieci anni più tardi.
Nel 1978, al termine degli studi in filosofia e teologia, era pronto per l'ordinazione sacerdotale che però gli è stata negata dal governo del suo paese.
Essa è però arrivata il 31 maggio 1991.
Dopo l'ordinazione ha lavorato presso la cattedrale di Long Xuyên fino al soggiorno in Francia durato dal 1993 al 1998 in cui studia sociologia.
È stato cancelliere della medesima diocesi fino al 18 giugno 1999, quando papa Giovanni Paolo II lo ha nominato vescovo di Lạng Sơn e Cao Bằng. È stato consacrato vescovo il successivo 29 giugno.
Il 26 aprile 2003 papa Wojtyła lo ha nominato amministratore apostolico della capitale del Vietnam, Hà Nôi, fino al 19 febbraio 2005 quando ha preso il posto del dimissionario cardinale Paul Joseph Phạm Đình Tụng.
Il 13 maggio 2010 papa Benedetto XVI ha accolto le sue dimissioni dovute a gravi motivi di salute.
Nel marzo 2010 l'arcivescovo si era recato in Francia e Italia per farsi curare e, poco dopo il suo rientro in patria, era stato nominato un coadiutore nella persona di monsignor Pierre Nguyễn Văn Nhơn, segno cioè che la successione era prossima. Il 13 maggio 2010 vengono accettate le sue dimissioni e gli subentra come nuovo arcivescovo monsignor Nguyễn.

## Genealogia episcopale e successione apostolica
La genealogia episcopale è:
- Patriarca Yukhannan VIII Hormizd
- Vescovo Isaie Jesu-Yab-Jean Guriel
- Arcivescovo Augustin Hindi
- Patriarca Yosep VI Audo
- Patriarca Eliya XIV Abulyonan
- Patriarca Yosep Emmanuel II Thoma
- Vescovo François Daoud
- Arcivescovo Antonin-Fernand Drapier, O.P.
- Arcivescovo Pierre Martin Ngô Đình Thục
- Vescovo Michel Nguyễn Khắc Ngữ
- Vescovo Jean Baptiste Bùi Tuần
- Arcivescovo Joseph Ngô Quang Kiệt

La successione apostolica è:
- Arcivescovo Joseph Đặng Đức Ngân (2007)
- Vescovo Laurent Chu Văn Minh (2008)